# モン吉
モン吉（もんきち、本名：塚本 達（つかもと さとる）、1979年2月17日 - ）は、日本の歌手。男性音楽グループFUNKY MONKEY BΛBY'SのMC。東京都八王子市出身。所属事務所はイドエンターテインメント。愛称は「モン吉」「モンちゃん」など。既婚。

## 来歴

### グループ時代
- 2004年元旦、FUNKY MONKEY BABYSを結成。
- 2006年1月25日にメジャーデビュー。
- 2013年6月にFUNKY MONKEY BABYSが解散。
- 2021年3月にFUNKY MONKEY BΛBY'Sを結成。

グループ時代の来歴の詳細はFUNKY MONKEY BΛBY'Sを参照。

### 2016年
- 2016年1月25日、ファンキー加藤に続いてソロ活動を行うことが決定[1]。

## 人物
- 6人兄弟の長男である。
- 八王子の中学生陸上大会で数々の記録を更新し、保健の教科書に名を刻んだ。
- 東京都立片倉高等学校が出身校である。
- 1996年頃はHIPHOPをやっており、アンダーグラウンドでグループを結成し活動していた。
- 川遊びや磯遊びを趣味としており、仕事が終わったらよく山へ遊びに行く。
- FUNKY MONKEY BABYS時代の1stシングル「そのまんま東へ」発売時には、地元八王子のラーメン店「ラーメンのデパート宮城」と共同でオリジナルラーメン“ファンモン麺”をプロデュースした。
- クリスチャンである。
- 2010年に結婚。2015年に第1子となる男児が誕生[2]。

## 作品

### 配信シングル
1. 桜ユラユラ（2016年3月9日）
2. 遥か（2016年7月27日）[3]
3. 茜空 (2017年12月6日) ※先行配信
4. RINNE (2017年12月6日) ※先行配信

### アルバム
1. モン吉1 (2016年8月10日) [3]
2. モン吉2 (2017年12月13日)
3. モン吉3 (2021年1月27日)

### 参加作品
- ｢鷹フェス 〜秘密結社 鷹の爪 10th Anniversary Best〜｣ (2016年8月24日)

Disc 2の18曲目に「一期一会」が収録。
- SPICY CHOCOLATE ｢TOKYO HEART BEATS｣ (2020年3月11日)

4曲目に｢願いのせて Feat. まるりとりゅうが&モン吉｣で参加。

### 楽曲提供
- Liella!「ノンフィクション!!」(作曲・ラップ作詞)

### その他
1. 願いのせて (2020年3月11日)

### タイアップ
| 曲名       | タイアップ                                                      | 収録作品                                                                                              |
| ---------- | --------------------------------------------------------------- | --- |
| 遥か       | 日本テレビ ｢バズリズム｣ POWER PLAY テーマソング                 | 配信限定シングル『遥か』 1stアルバム『モン吉1』                                                       |
| 一期一会   | 劇場アニメ『鷹の爪8 〜吉田くんのX（バッテン）ファイル〜』主題歌 | 1stアルバム『モン吉1』 コンピレーションアルバム『鷹フェス 〜秘密結社 鷹の爪 10th Anniversary Best〜』 |
| FUU〜!!!   | ソフトバンク クルー CMソング                                    | 1stアルバム『モン吉1』                                                                                |
| RINNE      | TBS『王様のブランチ』2017年12月度 エンディングテーマ            | 2ndアルバム『モン吉2』                                                                                |
| RUNNIN'    | ライブ 2020 ｢猿の宴｣ 初披露曲                                   | 3rdアルバム『モン吉3』                                                                                |
| WONDER DAY | ライブ 2020 ｢猿の宴｣ 初披露曲                                   | 3rdアルバム『モン吉3』                                                                                |
| 君が好き   | ライブ 2020 ｢猿の宴｣ 初披露曲                                   | 3rdアルバム『モン吉3』                                                                                |
| 夢のつづき | ライブ 2020 ｢猿の宴｣ 初披露曲                                   | 3rdアルバム『モン吉3』                                                                                |
| 未来の手紙 | ライブ 2020 ｢猿の宴｣ 初披露曲                                   | 3rdアルバム『モン吉3』                                                                                |

## コンサート
- モン吉 ソロ初ワンマンライブ（2016年9月30日・Zepp Tokyo、10月15日・Zeppなんば大阪）

## 主な出演

### 劇場アニメ
- 鷹の爪8 〜吉田くんのX（バッテン）ファイル〜（2016年8月27日） - 宇宙人グレイ 役[4]